# Beauce et vallée de la Conie
Beauce et vallée de la Conie este o arie protejată (arie de protecție specială avifaunistică — SPA) din Franța întinsă pe o suprafață de 71.652 ha, integral pe uscat.

## Localizare
Centrul sitului Beauce et vallée de la Conie este situat la coordonatele 48°12′N 1°42′E / 48.2°N 1.7°E.

## Înființare
Situl Beauce et vallée de la Conie a fost declarat arie de protecție specială avifaunistică în baza directivei 79/409 din 1979 referitoare la conservarea păsărilor sălbatice pentru a proteja 13 specii de animale.

## Biodiversitate
Situată în ecoregiunea atlantică, aria protejată nu include niciun habitat protejat.
La baza desemnării sitului se află mai multe specii protejate de  păsări (13): pescăruș albastru (Alcedo atthis), ciuf de câmp (Asio flammeus), pasărea ogorului (Burhinus oedicnemus), ciocârlie-cu-degete-scurte (Calandrella brachydactyla), erete de stuf (Circus aeruginosus), erete vânăt (Circus cyaneus), erete cenușiu (Circus pygargus), ciocănitoare neagră (Dryocopus martius), șoim de iarnă (Falco columbarius), șoim călător (Falco peregrinus), viespar (Pernis apivorus), ploier auriu (Pluvialis apricaria), nagâț (Vanellus vanellus).
Pe lângă speciile protejate, pe teritoriul sitului au mai fost identificate 4 specii de păsări.